# ミラノのドゥオーモ
座標: 北緯45度27分51秒 東経9度11分29秒 / 北緯45.46417度 東経9.19139度

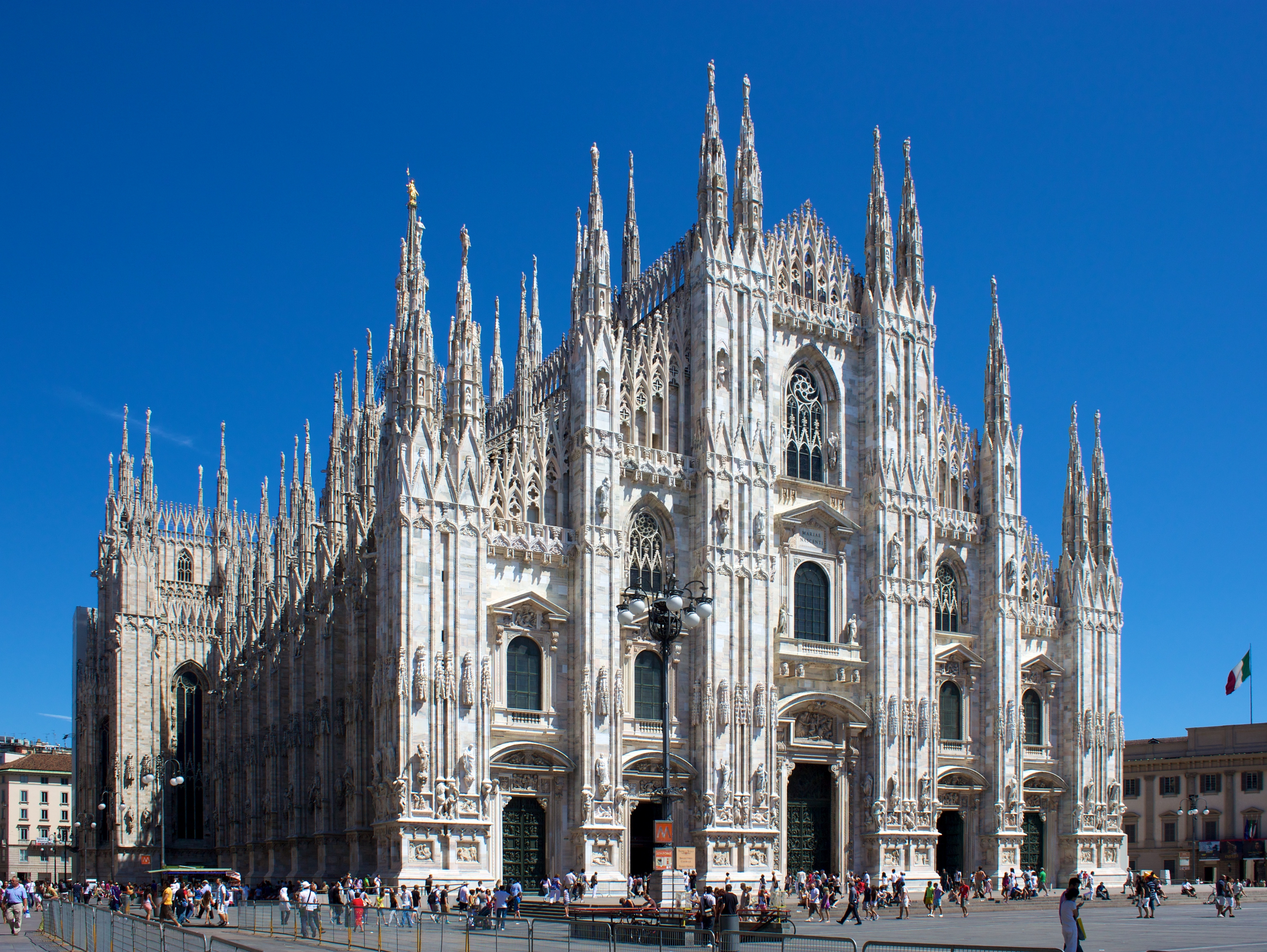
ミラノ大聖堂外観

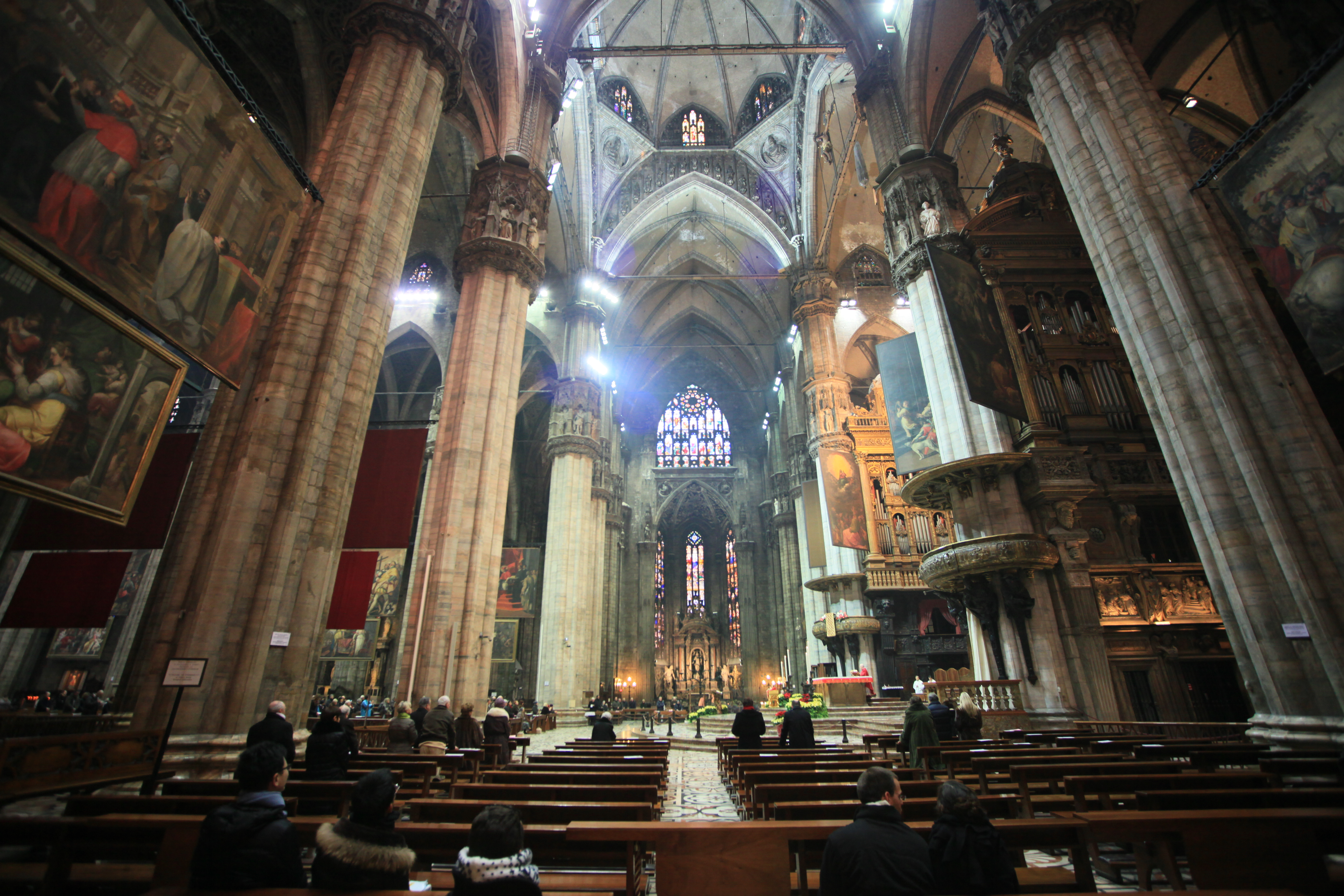
ミラノ大聖堂内部短軸方向

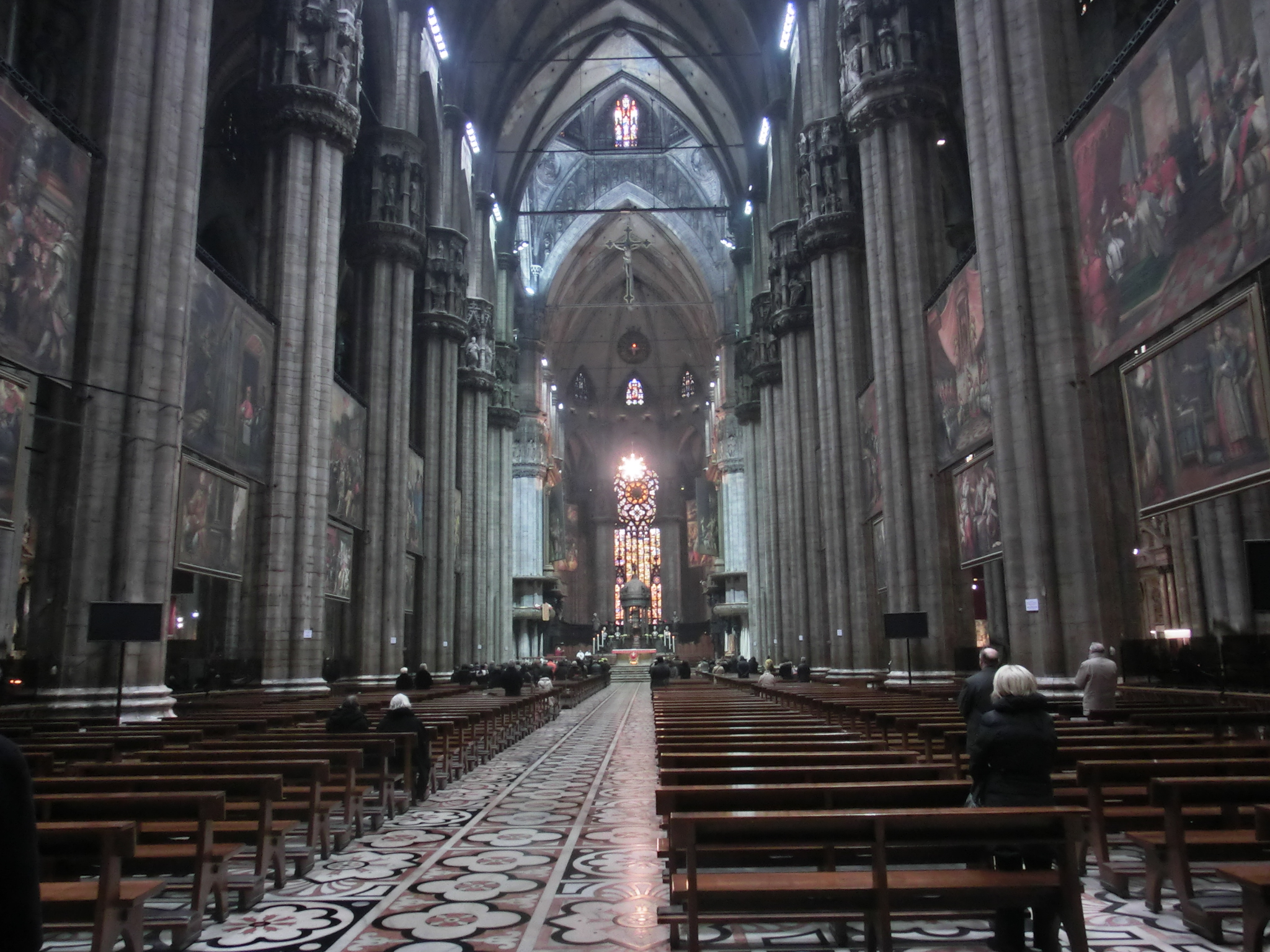
ミラノ大聖堂内部長軸方向

ミラノのドゥオーモ (イタリア語:Duomo di Milano、ドゥオーモ・ディ・ミラーノ) は、ロンバルディア州都ミラノの象徴である。都市の中心の同名のドゥオーモ広場に位置し、聖母マリアに献納されているドゥオーモである。
ミラノのドゥオーモは500万人のカトリック信者がいる世界最大の司教区であるミラノ大司教区を統括する首都大司教の司教座聖堂であり、その大司教は2017年からマリオ・デルピーニが務めている。
ドゥオーモ広場の北にはヴィットーリオ・エマヌエーレ2世のガッレリアがあり、スカラ広場そしてスカラ座へと通じている。

## 歴史
ドゥオーモの最初の石は1386年に大司教アントニオ・ダ・サルッツォとミラノの領主ジャン・ガレアッツォ・ヴィスコンティの要求により、古代からあったサンタ・マリア・マッジョーレ大聖堂の場所に置かれた。
ドゥオーモのティブリオ（主尖塔、十字型通路の交差部）は数人の建築家が設計に失敗し、1480年代まで放置されていた。その後の設計競技にはレオナルド・ダ・ヴィンチが案を出して参加し、ブラマンテが案をまとめる役を行っている。レオナルドは4本の柱をメインとして12本の柱に重荷を分散させる案を出す（模型を作り、実際手稿にも思索過程が残っている。またブラマンテも示唆していた）が採用されず、最終的にマルティーニがそれを生かした上で結論を出した。
宗教改革による中断を経て最初の石が置かれてから約500年後の1813年に、ミラノ公国を征服したナポレオン・ボナパルトの命令により、フランスの資金で完成させた。19世紀を通じて、尖塔と新しいステンドグラスと交換などの全ての装飾が仕上げられた。
第二次世界大戦中の1943年にミラノは爆撃を受けたが、この建物は連合国側の判断で爆撃を逃れた。そして大戦が終わってすぐ、ドゥオーモは大部分を修復されると共に、木の扉が青銅製に取り替えられた。

## 建築と美術

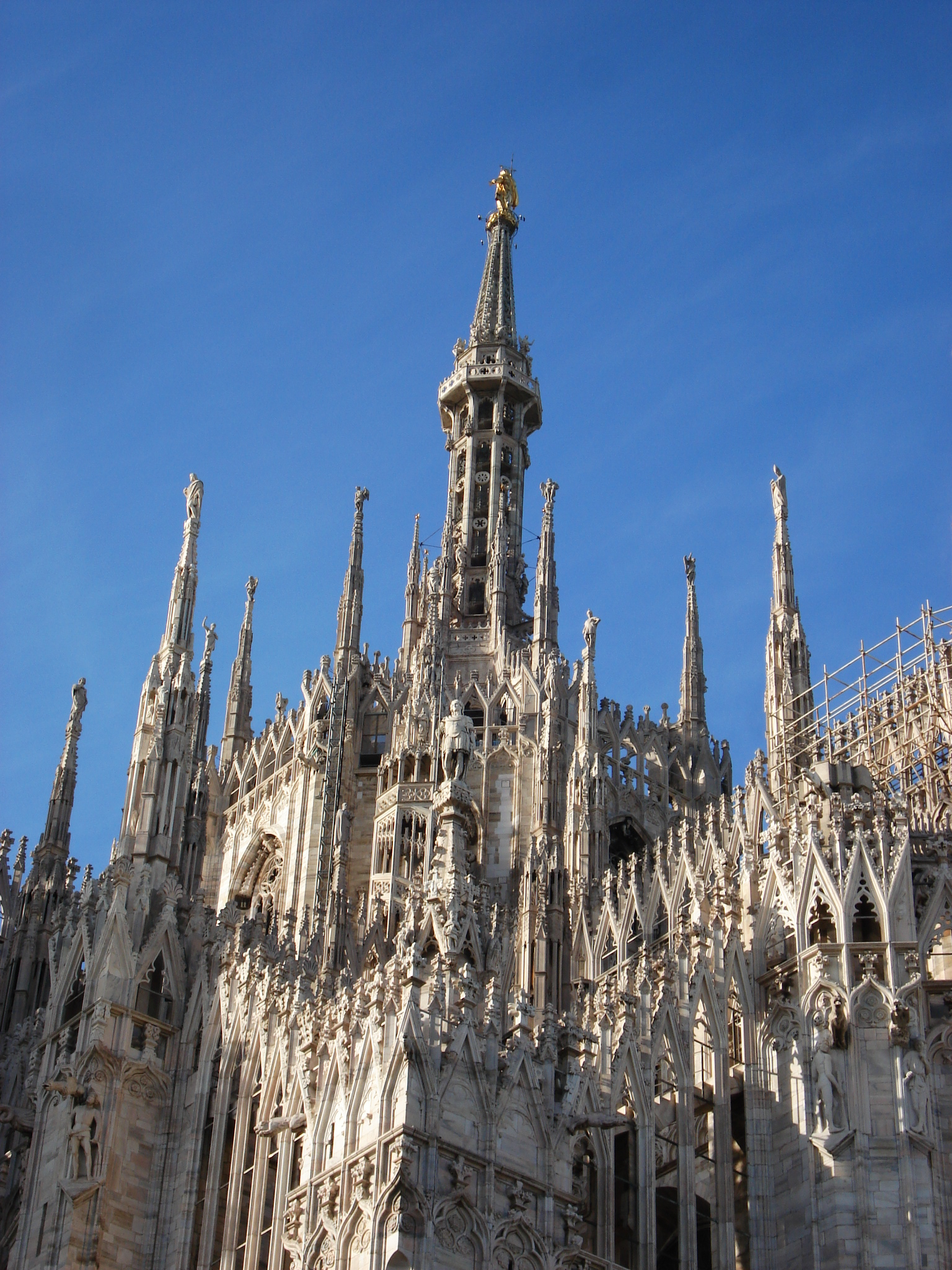
主尖塔

ミラノのドゥオーモは世界最大級のゴシック建築であり、全長158m、幅92m、高さ108mの威容を誇る。5世紀もの歳月をかけて多くの芸術家によって完成された。階段またはエレベータによって聖堂の上に登ることができる。ジュゼッペ・アルチンボルドは、ステンドグラスのうち、〈ロトと娘たち〉や〈アレクサンドリアの聖カタリナの生涯〉などのデザインに携わっている。

### 内装
ドゥオーモの体積はフランスのボーヴェ大聖堂に次いで世界で2番目で、広さもバチカンのサン・ピエトロ大聖堂に次いで2番目である。

### 外観
ドゥオーモには135本の尖塔があり尖塔の天辺にはひとつひとつに聖人が立っている。一番高い位置には「マドンニーナ」と通称される金のマリア像が輝いていて、1933年にブランカ塔が建てられるまで、ミラノではこのマリア像を超える高さの建物を建ててはならないと定められていた。

### ギャラリー

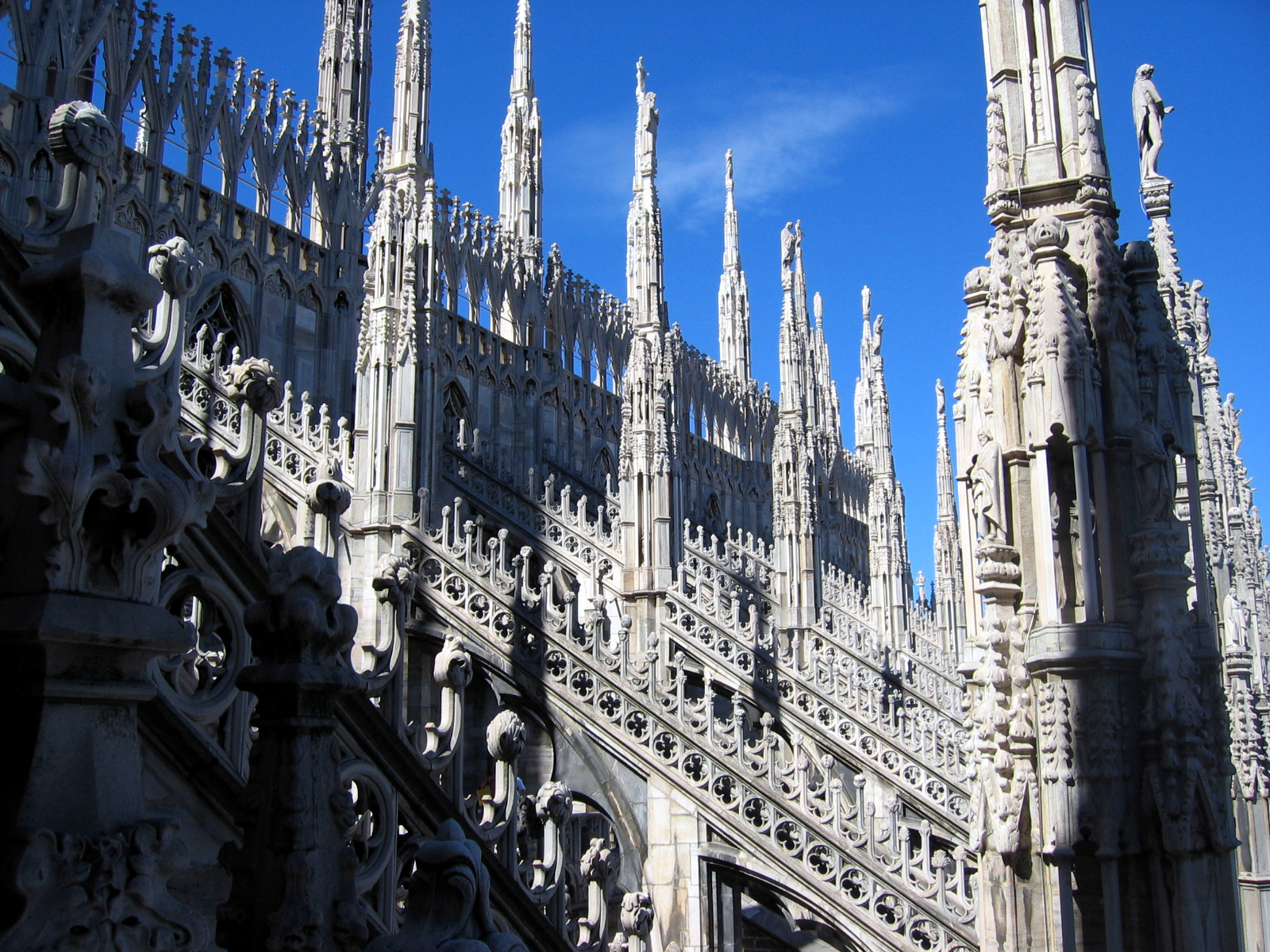
屋根と飛び梁
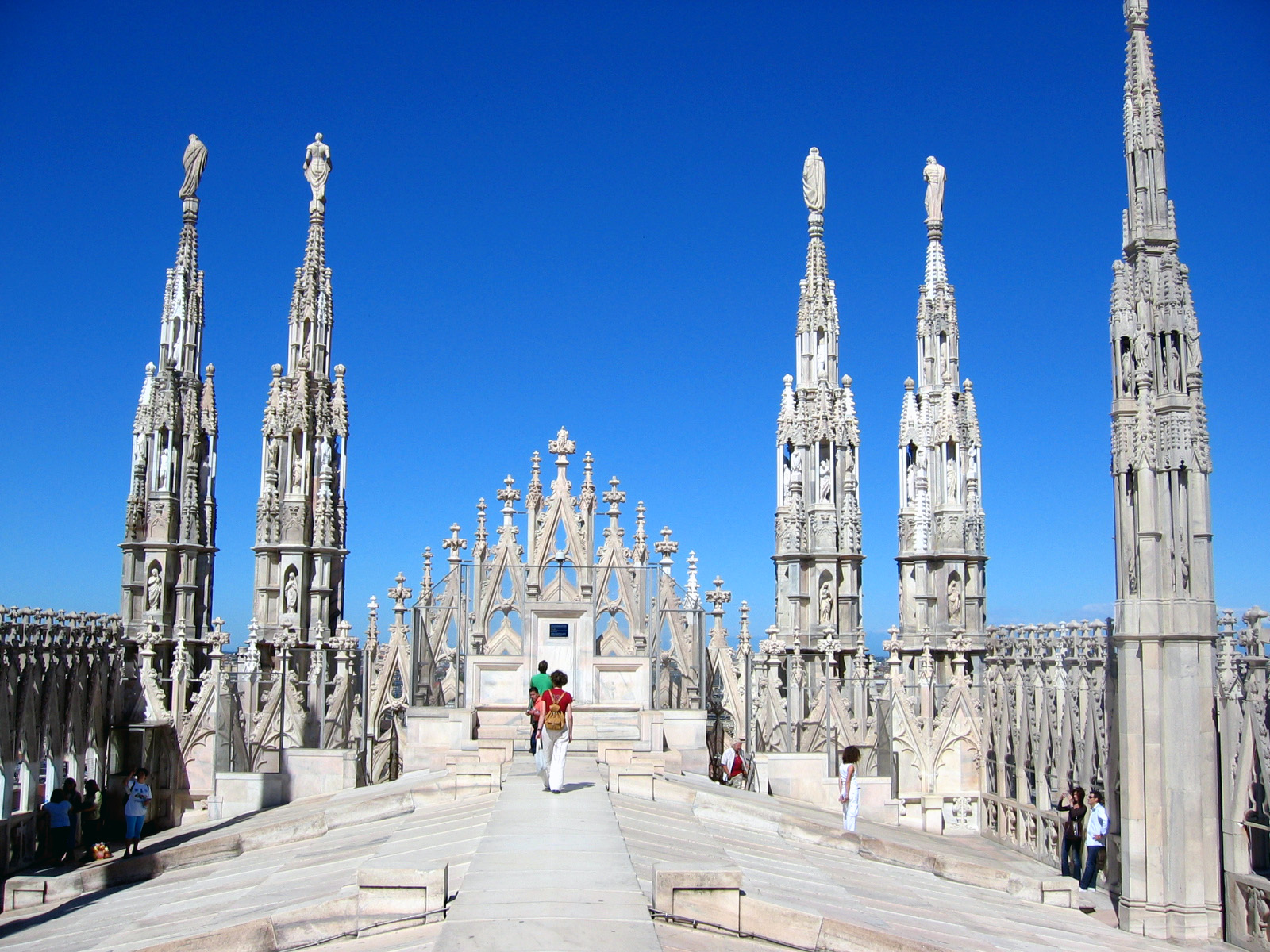
屋根の上は登れる[注釈 1]
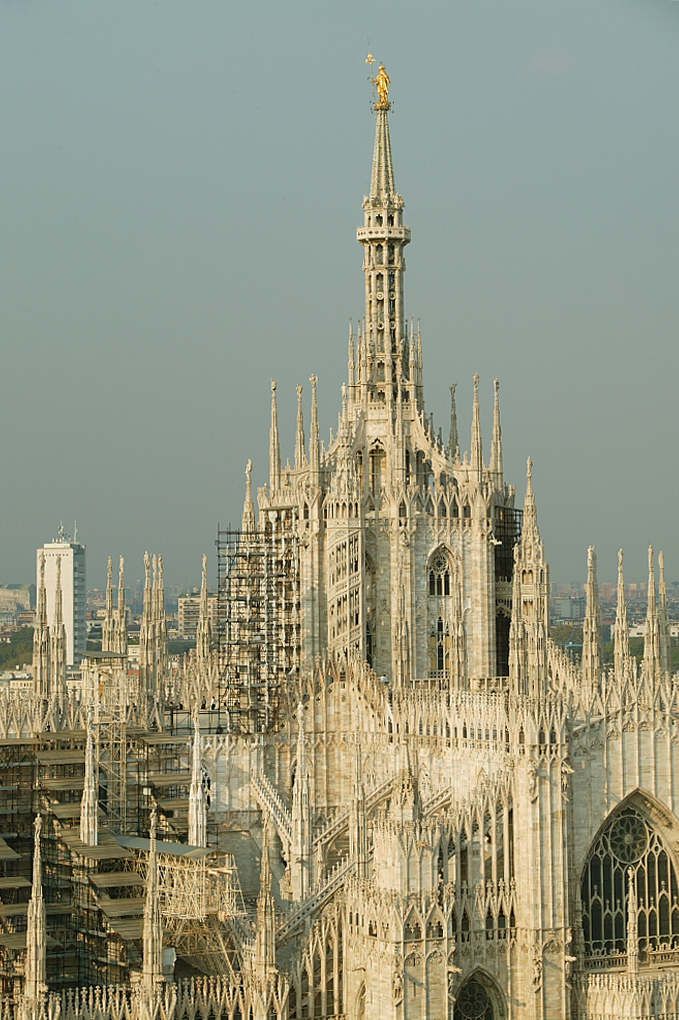
修復中の尖塔群
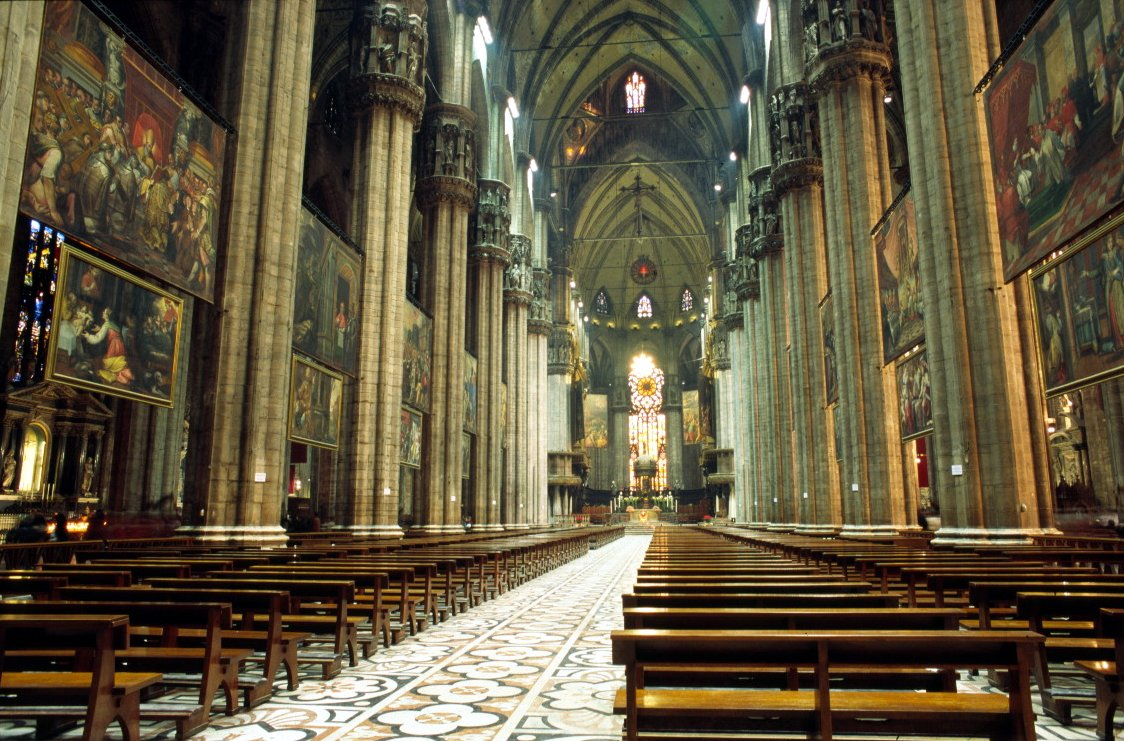
大聖堂内部
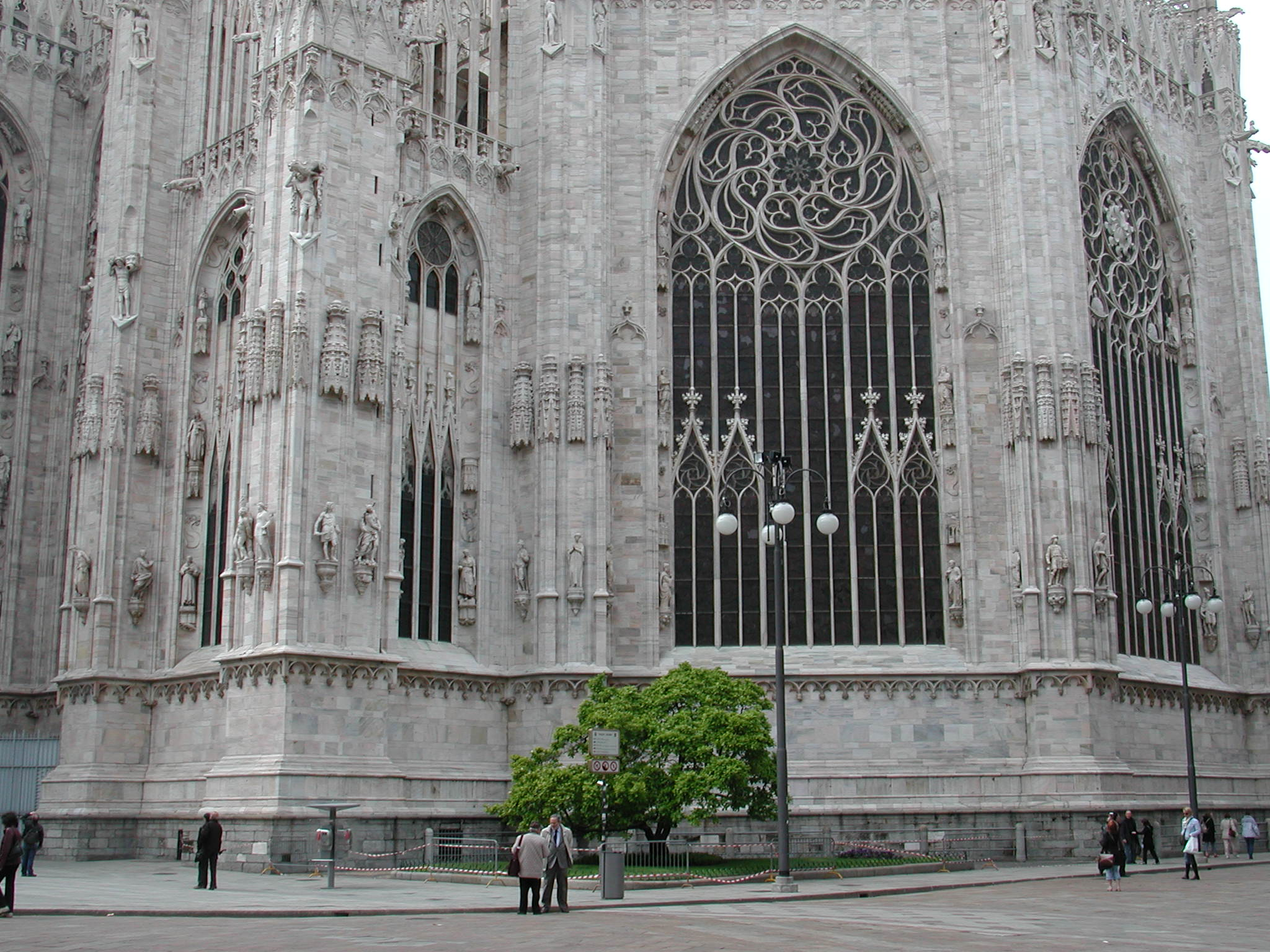
壁面と窓の装飾
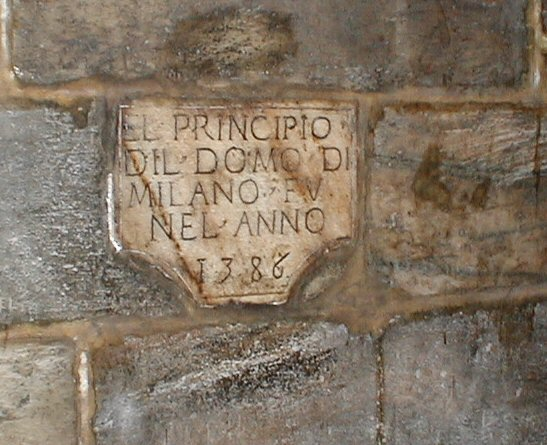
1386年に最初の石が置かれたことを記念するプレート
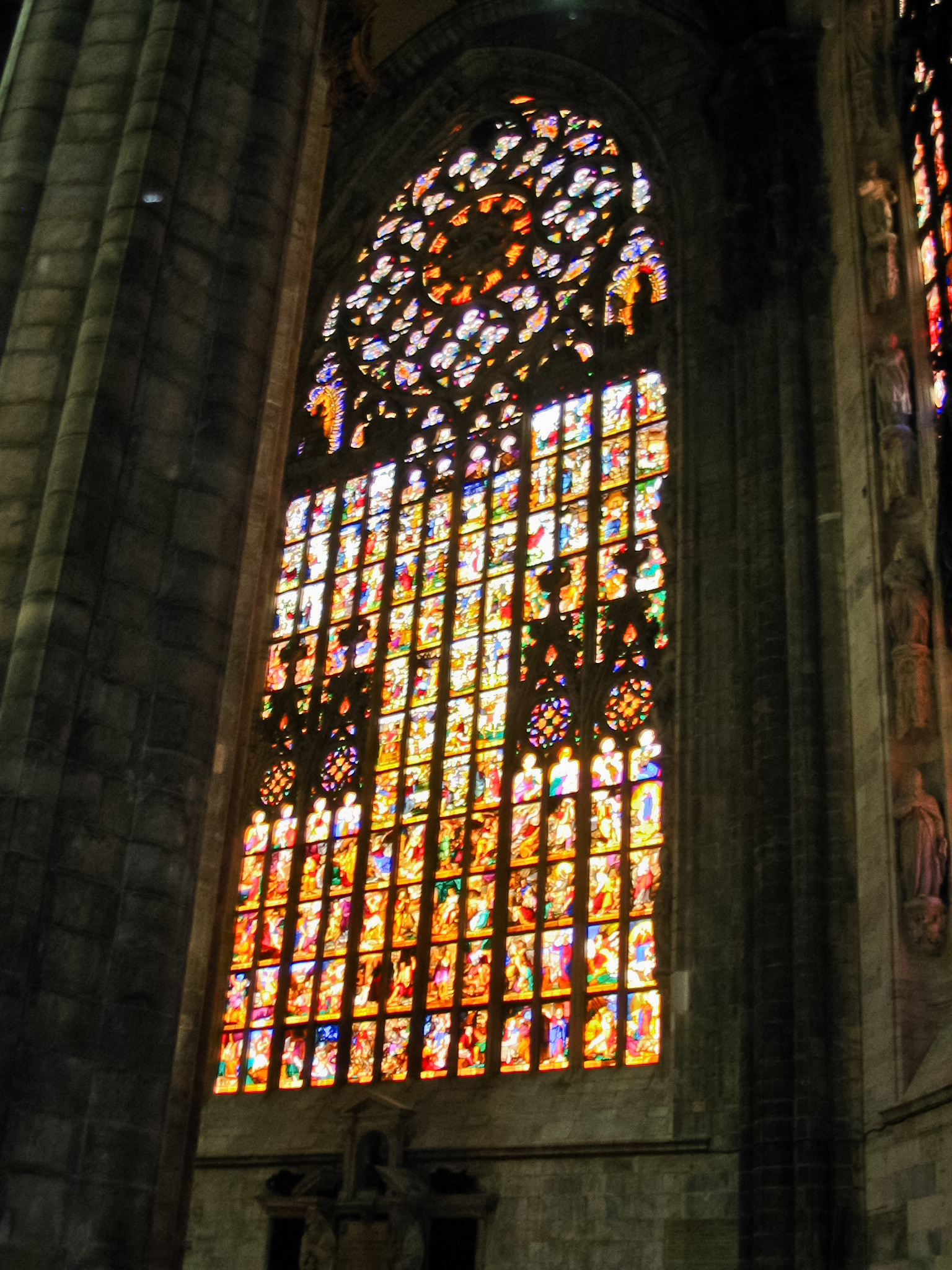
窓内面
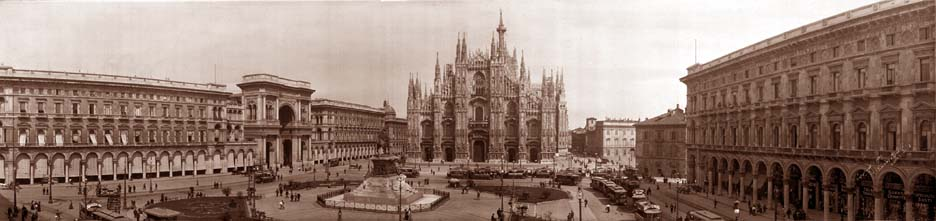
1909年のドゥオーモと広場
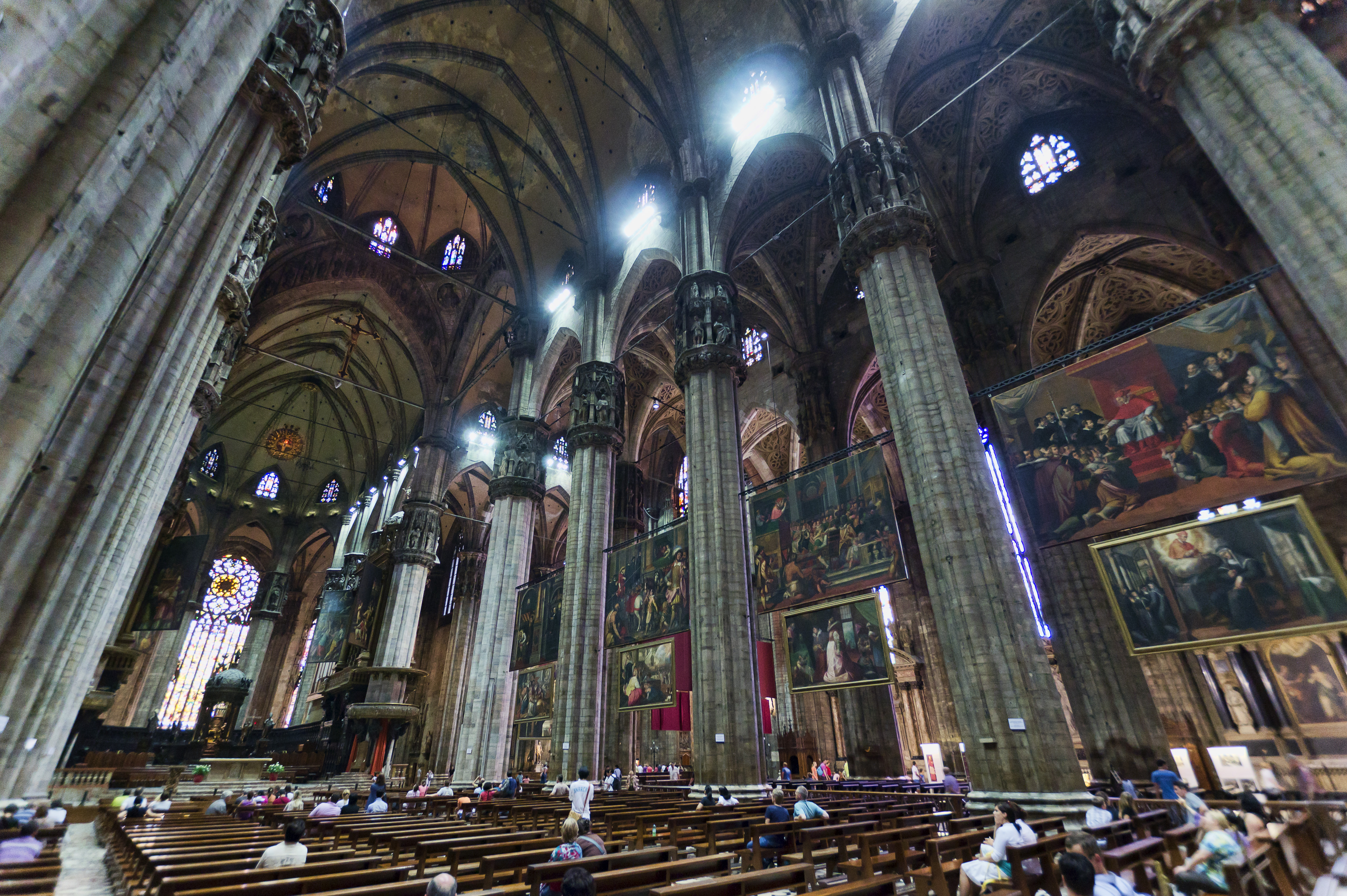
壁画